# Ursula von Rydingsvard
Ursula von Rydingsvard, de soltera Karoliszyn; (1942) es una escultora que vive y trabaja en Brooklyn, Nueva York. Es conocida por crear obras a gran escala influenciadas por la naturaleza, utilizando principalmente cedro (Western redcedar) y otras formas de madera.

## Biografía
Von Rydingsvard nació en Deensen (Alemania) en 1942, de madre polaca y padre ucraniano. De niña, la artista y sus seis hermanos sufrieron la ocupación alemana de Polonia y el trauma de la Segunda Guerra Mundial, a lo que siguieron cinco años en ocho campos de refugiados alemanes para polacos desplazados.
En 1959, a través del Plan Marshall de Estados Unidos y con la ayuda de agencias católicas, su familia de campesinos embarcó hacia Estados Unidos, donde finalmente se establecieron en Plainville, Connecticut. Se licenció y obtuvo un máster por la Universidad de Miami en Coral Gables, Florida en 1965 y un máster en Bellas Artes de la Universidad de Columbia en la ciudad de Nueva York en 1975 y un doctorado honorífico del Maryland Institute College of Art, Baltimore (1991). Entre los premios obtenidos figuran el Joan Mitchell (1997), el de la Academia Americana de las Artes y las Letras (1994); las becas de la Fundación John Simon Guggenheim (1983) y la National Endowment for the Arts (1979, 1986) y galardones de la Asociación Internacional de Críticos de Arte (1992, 2000). A finales de la década de 1970, formó parte del Proyecto de Artistas de la Fundación del Consejo Cultural de la Ciudad de Nueva York, que fue financiado en virtud de la Ley Integral de Empleo y Capacitación (CETA).

## Logros
Grandes encargos permanentes de su obra están expuestos en la Microsoft Corporation, Redmond, WA; el Storm King Art Center, Nueva York; el Bloomberg Building, Nueva York; el Queens Family Courthouse, Nueva York; el Nelson-Atkins, Kansas City, y el Barclays Center, Brooklyn, Nueva York. Mad. Sq. Art: Ursula von Rydingsvard fue la exposición individual al aire libre presentada en Madison Square Park en 2006.
En 2008 ingresó en la Academia Americana de las Artes y las Letras y apareció en el programa Art:21 Art in the Twenty-First Century de PBS. Hudson Hills Press publicó en 1996 una monografía sobre su obra titulada The Sculpture of Ursula von Rydingsvard y en 2011 Prestel publicó Ursula von Rydingsvard: Working.
En 2014-2015, Ursula von Rydingsvard tuvo su primera exposición británica en el Yorkshire Sculpture Park (West Yorkshire, Reino Unido), su exposición más extensa hasta la fecha. La exposición estuvo acompañada del Catálogo Ursula von Rydingsvard 2014, una importante publicación con texto de Molly Donovan, curadora de arte moderno y contemporáneo de la Galería Nacional de Arte de Washington.

## Colecciones de museos

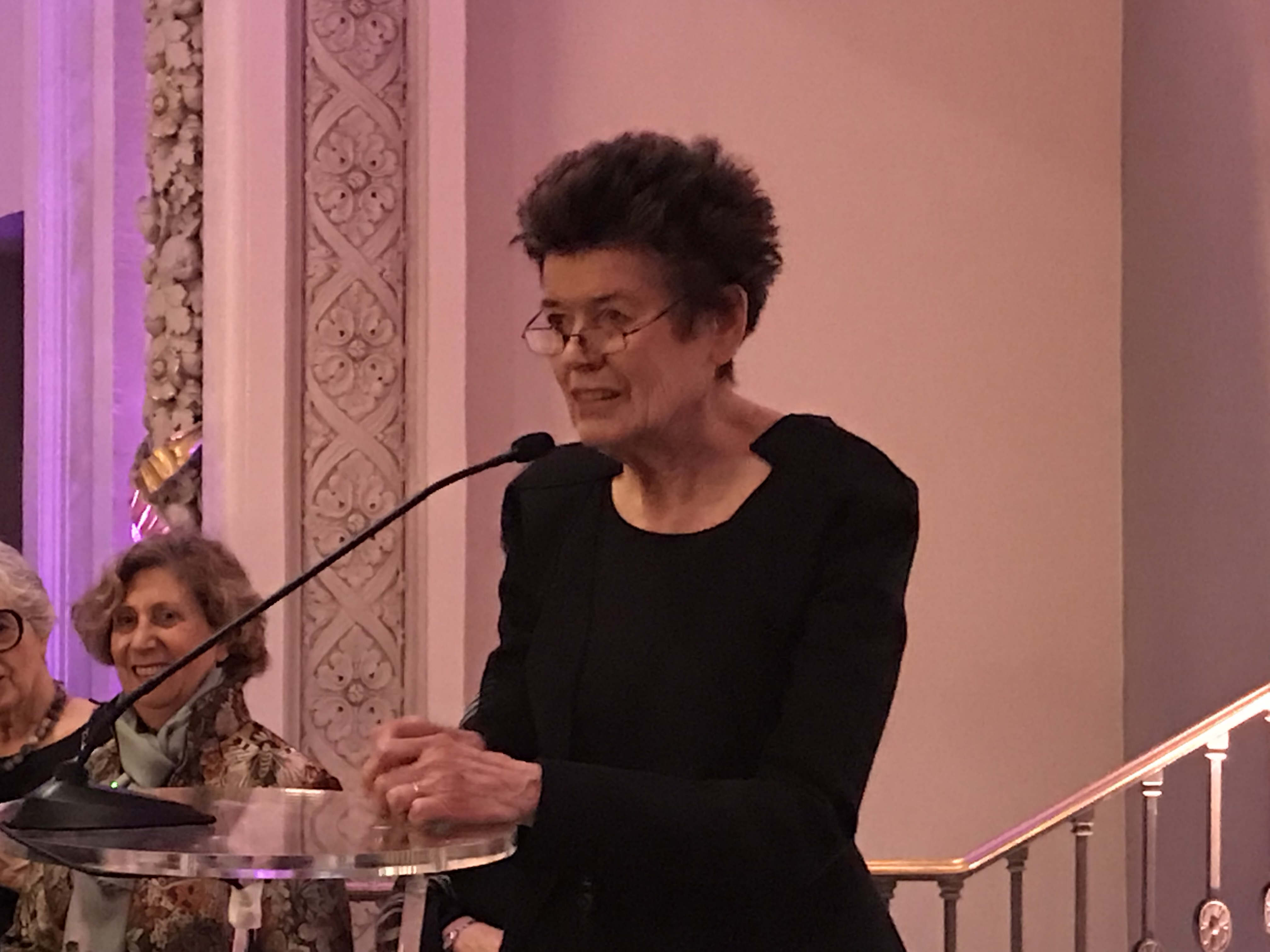
Ursula von Rydingsvard en el Museo Nacional de la Mujer en las Artes

Tak (2015), Museo Nacional de la Mujer en las Artes

- Albright-Knox Art Gallery, Buffalo, New York
- Aldrich Museum of Contemporary Art, Ridgefield, CT
- Brooklyn Museum, Brooklyn, NY
- Centre for Contemporary Art, Ujazdowski Castle, Warsaw, Poland
- Cincinnati Art Museum, Cincinnati, OH
- The Contemporary Austin, Austin, TX
- Crystal Bridges Museum of American Art, Bentonville, AR
- De Cordova Sculpture Park + Museum, Lincoln, MA
- Detroit Institute of Arts, Detroit, MI
- High Museum of Art, Atlanta, GA
- Hood Museum of Art, Dartmouth, NH
- Madison Art Center, Madison, WI
- Madison Museum of Contemporary Art, Madison, WI
- Metropolitan Museum of Art, New York, NY
- Museum of Contemporary Art, Miami, FL
- Museum of Fine Arts, Boston, Massachusetts
- Museum of Modern Art New York, NY
- National Museum of Women in the Arts, Washington D. C.
- National Gallery of Art, Washington D. C.
- Nelson-Atkins Museum of Art, Kansas City, MO
- North Carolina Museum of Art, Raleigh, NC
- Orlando Museum of Art, Orlando, FL
- San Francisco Museum of Art, San Francisco, CA
- Speed Art Museum, Louisville, Kentucky
- Storm King Art Center, Mountainville, NY
- Virginia Museum of Fine Arts, Richmond, VA
- University of Michigan Museum of Art, Ann Arbor, MI
- University of Texas Southwestern Medical Center, Dallas, TX
- Ulrich Museum, Wichita State University, Wichita, KS
- Walker Art Center, Minneapolis, MN
- Weatherspoon Art Museum, Greensboro, North Carolina
- Whitney Museum of American Art, New York, NY
- Williams College, Williamstown, MA
- Yale University Art Gallery, New Haven, CT

## Exposiciones notables
- 2021 Ursula von Rydingsvard: Nothing But Art, Museo Nacional, Cracovia y simultáneamente en el Centro de Escultura Polaca, Orońsko y Parque Łazienki, Varsovia, Polonia[1].
- 2018 Ahora, ella, Museo de Arte de Filadelfia, Filadelfia, Pensilvania.
- 2018 El contorno del sentimiento, The Fabric Workshop & Museum, Filadelfia, Pensilvania
- 2015 Ursula von Rydingsvard, la Biennale di Venezia, Giardino della Marinaressa, Venecia, Italia
- 2014 Ursula von Rydingsvard, Yorkshire Sculpture Park, West Bretton, Inglaterra
- 2011-12 Ursula von Rydingsvard: Sculpture 1991-2009, SculptureCenter, Queens, Nueva York; viajó al deCordova Sculpture Park and Museum, Lincoln, Massachusetts; Museum of Contemporary Art, Cleveland, Ohio; y al Frost Art Museum, Miami, Florida
- 2006 Mad. Sq. Art: Ursula von Rydingsvard, Mad Sq Art at Madison Square Park, Nueva York, NY

## Premios y subvenciones
- Medalla de Oro al Mérito de la Cultura – Gloria Artis, Polonia, 2021[1]
- Premio Artista por Obra Distinguida, CAA Nueva York, NY, 2019[9]
- Premio Visionary Woman Honors, Moore College of Art & Design, Filadelfia, PA, 2017[10]
- Premio a la trayectoria, Centro Internacional de Escultura, Hamilton, Nueva Jersey, 2014
- Homenajeado, Gala Anual del Storm King Art Center, Nueva York, NY, 2012
- Medalla Skowhegan de Escultura, Escuela de Pintura y Escultura Skowhegan, Maine, 2011
- Mejor exposición en una galería o espacio sin fines de lucro, Sección Americana de la Asociación Internacional de Críticos de Arte, 2011
- Premio Rappaport, Museo y Parque de Esculturas DeCordova, Lincoln, MA, 2008
- Orden de la Cruz, Consulado de Polonia, Nueva York, 2008
- Mary Miss Residente en Artes Visuales, Academia Americana en Roma, Italia, 2007
- 2.º premio, Mejor Exposición en una Galería Comercial, Sección Americana de la Asociación Internacional de Críticos de Arte, 2000
- Premio de la Academia de Arte, Academia Estadounidense de Artes y Letras, Nueva York, NY, 1994
- Mejor exposición en un pequeño museo, Sección Americana de la Asociación Internacional de Críticos de Arte, 1992
- Doctorado honoris causa, Maryland Institute College of Art, Baltimore, MD, 1991
- Beca para artistas individuales, Fondo Nacional de las Artes, Washington D. C., 1986
- Beca de la Fundación Athena, Long Island City, Nueva York, 1983
- Beca Guggenheim, Fundación John Simon Guggenheim, Nueva York, NY, 1983
- Beca para artistas individuales, Fondo Nacional de las Artes, Washington D. C., 1979
- Beca para artistas individuales, Fondo Nacional de las Artes, Washington D. C., 1978
- Beca de viaje Fulbright-Hayes, Washington D. C., 1975

## En la cultura popular
- Largometraje documental de Daniel Traub sobre la artista[11] Ursula von Rydingsvard: Into Her Own, 2019